# 努米底亚 (罗马行省)

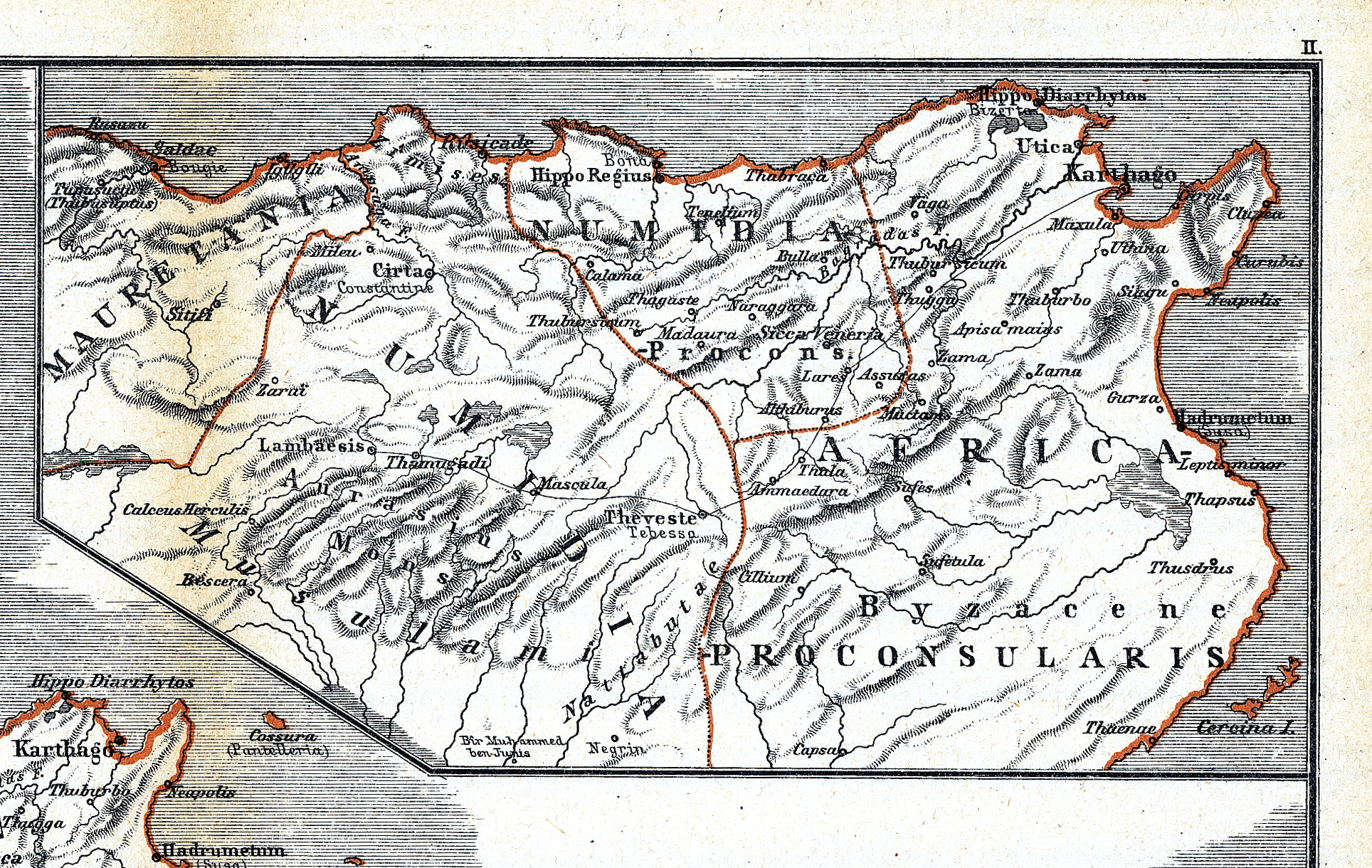
努米底亚行省地图，根据特奥多尔·蒙森

努米底亚行省是北非海岸的一个罗马行省，位于现代阿尔及利亚的东北部，存在于193-293年。 

## 历史
公元前2世纪左右，波利比乌斯首次将这一地区的人们命名为努米底亚人，尽管他们通常被称为诺迪安（Nodidians）人。
公元前46年，东部努米底亚被罗马吞并，一个新的行省被创建——新阿非利加行省（拉丁语： Africa Nova）。公元前40年，西努米底亚在最后一位国王死后也被吞并；奥古斯都皇帝将这两个省与的黎波里塔尼亚合并，成立了阿非利加行省。公元40年，阿非利加行省西部，包括其驻军，被置于一个帝国司令官（Legatus）下，努米底亚行省实际上成为一个独立的行省，尽管直到公元203年，努米底亚的司令官名义上仍从属于阿非利加资深执政官。
二世纪中，该行省基督教化，但在四世纪，该省转向了多纳图斯派异端，但也出现了一些正统教义信徒，如希波（现在的安纳巴）的主教圣奥古斯丁。 
公元193年（塞普蒂米乌斯·赛维鲁皇帝在位）以后，努米底亚正式脱离阿非利加行省，成为一个独立的行省，由一位帝国司令官（Legetus）统治。 在戴克里先和君士坦丁的行政区划改革中被一分为二：军事努米底亚和基尔塔努米底亚。两新行省属于西部帝国意大利大区中的阿非利加管区。 
基尔塔努米底亚（Numidia Cirtensis）首府为基尔塔，辖有原努米底亚行省的北部。军事努米底亚（Numidia Militiana）意为“努米底亚军事地区”，辖原行省南部，得到这一名称是由于这一地区面临着柏柏尔人入侵的风险，其首府为拉姆拜西斯。君士坦丁一世又将两个行省合并，并将首府基尔塔更名为君士坦丁。 
公元428年， 汪达尔人开始入侵阿非利加诸省，432年建立汪达尔-阿兰王国。534年，汪达尔王国灭亡，非洲各省重新并入东罗马帝国，建立了阿非利加总督区。 
公元696年至708年之间，该地区被穆斯林军队征服，成为易弗里基叶的一部分。

## 主要城市
努米底亚和其他非洲省份一样，变得高度罗马化，出现许多城镇。 罗马努米底亚的主要城市有：在北部，有行省首府基尔塔（现代的君士坦丁），以及它的港口鲁西卡达（今斯基克达）；希波（今安纳巴附近），因圣奥古斯丁曾担任这里的主教而闻名。在南部，内部军事道路通向拥有大型罗马遗迹的特柏萨和拉姆拜西斯，通过军事道路，分别与基尔塔和希波连接。 
拉姆拜西斯是第三奥古斯塔军团的驻地，也是最重要的战略中心。 它控制了奥雷斯山脉的隘口，这是一个将努米底亚与沙漠的盖图利部落分隔开的山脉，在帝国的统治下，逐渐被罗马人占领。包括这些城镇在内，总共有二十个城市曾经一次或多次获得罗马殖民地的称号和地位。在5世纪，百官志列举了不少于123位主教，他们曾于479年在迦太基集会。